# Franko Škugor
Franko Škugor (Sebenico, 20 settembre 1987) è un tennista croato.
Specialista del doppio, è conosciuto per il suo potente servizio che può arrivare fino ai 230 km/h. Ha vinto sei titoli nel circuito maggiore – tra i quali il Monte Carlo Masters nel 2019 – e ha raggiunto la semifinale del Torneo di Wimbledon in due occasioni, nel 2017 in coppia con Nikola Mektić e nel 2018 con Dominic Inglot. Il suo miglior ranking ATP è stato il 17º posto nell'aprile 2019. In singolare vanta due titoli Challenger, è stato 145º del ranking nel 2016 e dal 2019 gioca esclusivamente in doppio.
Ha fatto parte dei convocati della squadra croata che ha vinto la Coppa Davis 2018, ma non è sceso in campo nel corso del torneo. Pur continuando a giocare, tra il 2019 e il 2020 è stato per alcuni mesi l'allenatore della squadra croata di Coppa Davis.

## Statistiche

### Doppio

#### Vittorie (6)
| Legenda                   |
| Grande Slam (0)           |
| ATP World Tour Finals (0) |
| ATP Masters 1000 (1)      |
| ATP World Tour 500 (1)    |
| ATP World Tour 250 (4)    |

| N. | Data              | Torneo                                     | Superficie  | Compagno        | Avversario in finale               | Punteggio              |
| 1. | 29 aprile 2018    | Hungarian Open, Budapest                   | Terra rossa | Dominic Inglot  | Matwé Middelkoop Andrés Molteni    | 6(8)-7, 6-1, [10-8]    |
| 2. | 16 giugno 2018    | Rosmalen Open, 's-Hertogenbosch            | Erba        | Dominic Inglot  | Raven Klaasen Michael Venus        | 7-6(3), 7-5            |
| 3. | 28 ottobre 2018   | Swiss Indoors, Basilea                     | Cemento (i) | Dominic Inglot  | Alexander Zverev Miša Zverev       | 6-2, 7-5               |
| 4. | 13 aprile 2019    | Grand Prix Hassan II, Marrakech            | Terra rossa | Jürgen Melzer   | Matwé Middelkoop Frederik Nielsen  | 6-4, 7-6(6)            |
| 5. | 21 aprile 2019    | Monte Carlo Masters, Roquebrune-Cap-Martin | Terra rossa | Nikola Mektić   | Robin Haase Wesley Koolhof         | 6(3)-7, 7-6(3), [11-9] |
| 6. | 13 settembre 2020 | Austrian Open Kitzbühel, Kitzbühel         | Terra rossa | Austin Krajicek | Marcel Granollers Horacio Zeballos | 7-6(5), 7-5            |

#### Finali perse (3)
| Legenda                   |
| Grande Slam (0)           |
| ATP World Tour Finals (0) |
| ATP Masters 1000 (0)      |
| ATP World Tour 500 (1)    |
| ATP World Tour 250 (2)    |

| N. | Data           | Torneo                                 | Superficie  | Compagno          | Avversario in finale                 | Punteggio        |
| 1. | 27 luglio 2014 | Croatia Open Umag, Umago               | Terra rossa | Dušan Lajović     | František Čermák Lukáš Rosol         | 4-6, 6(5)–7      |
| 2. | 30 luglio 2017 | Swiss Open Gstaad, Gstaad              | Terra rossa | Jonathan Eysseric | Oliver Marach Philipp Oswald         | 3-6, 6-4, [8-10] |
| 3. | 6 ottobre 2019 | Japan Open Tennis Championships, Tokyo | Cemento     | Nikola Mektić     | Nicolas Mahut Édouard Roger-Vasselin | 6(7)-7, 4-6      |

### Tornei minori

#### Singolare

##### Vittorie (7)
| Legenda tornei minori |
| Challenger (2)        |
| Futures (5)           |

| N. | Data          | Torneo                                           | Superficie  | Avversario in finale | Punteggio     |
| 1. | 8 agosto 2010 | Beijing International Challenger, Pechino        | Cemento     | Laurent Recouderc    | 4-6, 6-4, 6-3 |
| 2. | 3 maggio 2015 | ATP China International Tennis Challenge, Anning | Terra rossa | Gavin van Peperzeel  | 7-5, 6-2      |

#### Doppio

##### Vittorie (17)
| Legenda tornei minori |
| Challenger (13)       |
| Futures (4)           |

| N.  | Data             | Torneo                                              | Superficie    | Compagno              | Avversari in finale                   | Punteggio           |
| 1.  | 27 gennaio 2013  | Open Bucaramanga, Bucaramanga                       | Terra rossa   | Marcelo Demoliner     | Sergio Galdós Marco Trungelliti       | 7-6(8), 6-2         |
| 2.  | 9 giugno 2013    | Arad Challenger, Arad                               | Terra rossa   | Antonio Veić          | Facundo Bagnis Julio César Campozano  | 7-6(5), 4-6, [11-9] |
| 3.  | 18 agosto 2013   | Internazionali del Friuli Venezia Giulia, Cordenons | Terra rossa   | Marin Draganja        | Norbert Gombos Roman Jebavý           | 6-4, 6-4            |
| 4.  | 8 giugno 2014    | Arad Challenger, Arad                               | Terra rossa   | Antonio Veić          | Radu Albot Artem Sitak                | 6-4, 7-6(3)         |
| 5.  | 29 giugno 2014   | Marburg Open, Marburgo                              | Terra rossa   | Jaroslav Pospíšil     | Diego Schwartzman Horacio Zeballos    | 6-4, 6-4            |
| 6.  | 14 agosto 2016   | Challenger de Gatineau, Gatineau                    | Cemento       | Tristan Lamasine      | Jarryd Chaplin John-Patrick Smith     | 6-3, 6-1            |
| 7.  | 2 ottobre 2016   | Open d'Orleans, Orléans                             | Cemento (i)   | Nikola Mektić         | Ariel Behar Andrėj Vasileŭski         | 6-2, 7-5            |
| 8.  | 9 aprile 2017    | Sophia Antipolis Open, Sophia-Antipolis             | Terra rossa   | Tristan Lamasine      | Uladzimir Ihnacik Jozef Kovalík       | 6-2, 6-2            |
| 9.  | 23 aprile 2017   | Santaizi ATP Challenger, Taipei                     | Sintetico (i) | Marco Chiudinelli     | Sanchai Ratiwatana Sonchat Ratiwatana | 4-6, 6-2, [10-5]    |
| 10. | 7 maggio 2017    | Ostrava Open, Ostrava                               | Terra rossa   | Jeevan Nedunchezhiyan | Rameez Junaid Lukáš Rosol             | 6-3, 6-2            |
| 11. | 25 febbraio 2023 | Internazionali Città di Rovereto, Rovereto          | Cemento (i)   | Victor Vlad Cornea    | Vladyslav Manafov Oleg Prihodko       | 6(3)-7, 6-2, [10-4] |
| 12. | 1º aprile 2023   | Sanremo Challenger, Sanremo                         | Terra rossa   | Victor Vlad Cornea    | Nikola Ćaćić Marcelo Demoliner        | 6-2, 6-3            |
| 13. | 22 aprile 2023   | Oeiras Challenger, Oeiras                           | Terra rossa   | Victor Vlad Cornea    | Marcelo Demoliner Andrea Vavassori    | 7-6(2), 7-6(4)      |

##### Finali perse (25)
| Legenda tornei minori |
| Challenger (18)       |
| ITF (7)               |

| N.  | Data              | Torneo                                | Superficie  | Compagno              | Avversari in finale                       | Punteggio         |
| 1.  | 3 luglio 2010     | Arad Challenger, Arad                 | Terra rossa | Ivan Zovko            | D M dela Nava S Pérez Pérez               | 4-6, 1-6          |
| 2.  | 15 maggio 2011    | Zagreb Open, Zagabria                 | Terra rossa | Mate Pavić            | D M dela Nava R Ramírez Hidalgo           | 2-6, 6(10)-7      |
| 3.  | 22 settembre 2012 | ATP Challenger Trophy, Trnava         | Terra rossa | Mate Pavić            | Nikola Ćirić Goran Tošić                  | 6(0)-7, 5-7,      |
| 4.  | 3 novembre 2012   | Uruguay Open, Montevideo              | Terra rossa | Blaž Kavčič           | Nikola Mektić Antonio Veić                | 3-6, 7-5, [7-10]  |
| 5.  | 28 settembre 2013 | Open d'Orléans, Orleans               | Cemento     | Ričardas Berankis     | Illja Marčenko Serhij Stachovs'kyj        | 5-7, 3-6          |
| 6.  | 19 aprile 2014    | Sarasota Open, Sarasota               | Terra       | Rubén Ramírez Hidalgo | Henri Kontinen Marin Draganja             | 5-7, 7-5, [6-10]  |
| 7.  | 9 agosto 2014     | San Marino Open, San Marino           | Terra rossa | Adrian Ungur          | Radu Albot E Lopez Perez                  | 4-6, 1-6          |
| 8.  | 20 giugno 2015    | Fergana Challenger, Fergana           | Cemento     | Denys Molčanov        | Sergey Betov Michail Elgin                | 3-6, 5-7          |
| 9.  | 11 luglio 2015    | Braunschweig Open, Braunschweig       | Terra rossa | Damir Džumhur         | Sergey Betov Michail Elgin                | 6-3, 1-6, [5-10]  |
| 10. | 24 ottobre 2015   | Ningbo Challenger, Ningbo             | Cemento     | Nikola Mektić         | Dudi Sela Amir Weintraub                  | 3-6, 6-3, [6-10]  |
| 11. | 14 novembre 2015  | Kobe Challenger, Kōbe                 | Cemento     | Chen Ti               | Sanchai Ratiwatana Sonchat Ratiwatana     | 4-6, 6-2, [9-11]  |
| 12. | 13 febbraio 2016  | Santo Domingo Open, Santo Domingo     | Terra       | Jonathan Eysseric     | Ariel Behar Giovanni Lapentti             | 5-7, 4-6          |
| 13. | 11 giugno 2016    | Open de Lyon, Lione                   | Terra rossa | Jonathan Eysseric     | Grégoire Barrère Tristan Lamasine         | 6-2, 3-6, [6-10]  |
| 14. | 11 febbraio 2017  | Hungarian Challenger Open, Budapest   | Cemento     | Blaž Kavčič           | Dino Marcan T-S Weissborn                 | 3-6, 6-3, [14-16] |
| 15. | 17 giugno 2017    | Città di Caltanissetta, Caltanissetta | Terra rossa | Denys Molčanov        | James Cerretani Max Schnur                | 3-6, 6-3, [6-10]  |
| 16. | 11 agosto 2017    | Slovenia Open, Portorose              | Cemento     | Lukáš Rosol           | Hans Podlipnik-Castillo Andrėj Vasileŭski | 3-6, 6(4)-7       |
| 17. | 9 settembre 2017  | Open Bogotá, Bogotà                   | Terra rossa | Nikola Mektić         | Marcelo Arévalo M A Reyes-Varela          | 3-6, 6-3, [6-10]  |
| 18. | 25 marzo 2023     | Challenger Biel/Bienne, Bienne        | Cemento (i) | Victor Vlad Cornea    | Constantin Frantzen Hendrik Jebens        | 2-6, 4-6          |

## Risultati in progressione
| Sigla | Risultato               |
| ----- | ----------------------- |
| V     | Vincitore               |
| F     | Finalista               |
| SF    | Semifinalista           |
| O     | Oro olimpico            |
| A     | Argento olimpico        |
| SF    | Bronzo olimpico         |
| QF    | Quarti di Finale        |
| 4T    | Quarto turno            |
| 3T    | Terzo turno             |
| 2T    | Secondo turno           |
| 1T    | Primo turno             |
| RR    | Round Robin             |
| LQ    | Turno di qualificazione |
| A     | Assente                 |
| ND    | Non disputato           |

| Legenda superfici    |
| -------------------- |
| Cemento              |
| Terra battuta        |
| Erba                 |
| Superficie variabile |

### Singolare
| Tornei Grande Slam         |     |               |               |               |     |               |               |               |     |               |               |               |     |
| Australian Open, Melbourne | A   | A             | A             | Q2            | A   | A             | A             | A             | Q1  | Q1            | A             | A             | 0-0 |
| Open di Francia, Parigi    | A   | A             | A             | Q2            | Q2  | A             | A             | A             | Q1  | A             | A             | A             | 0-0 |
| Wimbledon, Londra          | A   | A             | A             | Q1            | Q1  | A             | A             | A             | 1T  | A             | A             | A             | 0-1 |
| US Open, New York          | Q2  | A             | Q2            | A             | Q1  | A             | A             | A             | Q1  | A             | A             | A             | 0-0 |
| Vittorie-Sconfitte         | 0-0 | 0-0           | 0-0           | 0-0           | 0-0 | 0-0           | 0-0           | 0-0           | 0-1 | 0-0           | 0-0           | 0-0           | 0-1 |
| Giochi Olimpici            |     |               |               |               |     |               |               |               |     |               |               |               |     |
| Giochi Olimpici            | A   | Non disputati | Non disputati | Non disputati | A   | Non disputati | Non disputati | Non disputati | A   | Non disputati | Non disputati | Non disputati | 0-0 |
| Vittorie-Sconfitte         | 0-0 | Non disputati | Non disputati | Non disputati | 0-0 | Non disputati | Non disputati | Non disputati | 0-0 | Non disputati | Non disputati | Non disputati | 0-0 |

### Doppio
| Tornei Grande Slam         |               |               |     |               |               |               |               |     |               |               |       |
| Australian Open, Melbourne | A             | A             | A   | A             | 2T            | 2T            | 3T            | A   | 1T            | A             | 4-4   |
| Open di Francia, Parigi    | A             | A             | A   | A             | 1T            | 1T            | 2T            | QF  | 1T            |               | 3-5   |
| Wimbledon, Londra          | Q1            | A             | Q1  | SF            | SF            | 3T            | ND            | A   | 1T            |               | 10-4  |
| US Open, New York          | A             | A             | A   | 1T            | 3T            | 2T            | 1T            | A   | 1T            |               | 3-5   |
| Vittorie-Sconfitte         | 0-0           | 0-0           | 0-0 | 4-2           | 7-4           | 4-4           | 3-3           | 2-1 | 0-4           | 0-0           | 20-18 |
| Giochi Olimpici            |               |               |     |               |               |               |               |     |               |               |       |
| Giochi Olimpici            | Non disputati | Non disputati | A   | Non disputati | Non disputati | Non disputati | Non disputati | A   | Non disputati | Non disputati | 0-0   |
| Vittorie-Sconfitte         | Non disputati | Non disputati | 0-0 | Non disputati | Non disputati | Non disputati | Non disputati | 0-0 | Non disputati | Non disputati | 0-0   |

### Doppio misto
| Tornei Grande Slam         |               |               |     |               |               |               |               |     |               |               |      |
| Australian Open, Melbourne | A             | A             | A   | A             | 2T            | 1T            | A             | A   | A             | A             | 1-2  |
| Open di Francia, Parigi    | A             | A             | A   | A             | 2T            | 2T            | ND            | A   | A             |               | 2-2  |
| Wimbledon, Londra          | A             | A             | A   | A             | 1T            | QF            | ND            | A   | A             |               | 2-2  |
| US Open, New York          | A             | A             | A   | A             | QF            | 2T            | ND            | A   | QF            |               | 5-3  |
| Vittorie-Sconfitte         | 0-0           | 0-0           | 0-0 | 0-0           | 4-4           | 4-4           | 0-0           | 0-0 | 2-1           | 0-0           | 10-9 |
| Giochi Olimpici            |               |               |     |               |               |               |               |     |               |               |      |
| Giochi Olimpici            | Non disputati | Non disputati | A   | Non disputati | Non disputati | Non disputati | Non disputati | A   | Non disputati | Non disputati | 0-0  |
| Vittorie-Sconfitte         | Non disputati | Non disputati | 0-0 | Non disputati | Non disputati | Non disputati | Non disputati | 0-0 | Non disputati | Non disputati | 0-0  |